# Reticolo di Leech
In matematica, il reticolo di Leech, Λ24, è un reticolo unimodulare pari nello spazio euclideo a 24 dimensioni ed è uno dei migliori modelli per il problema del numero baciante. È stato scoperto da John Leech nel 1967.  Potrebbe anche essere stato scoperto (ma non pubblicato) da Ernst Witt nel 1940.

## Definizione
Il reticolo di Leech Λ24 è l'unico reticolo nello spazio euclideo a 24 dimensioni, E24, con il seguente elenco di proprietà:
- È unimodulare, cioè può essere generato dalle colonne di una certa matrice 24 × 24 con determinante 1.
- È pari, cioè il quadrato della lunghezza di ciascun vettore in Λ24 è un numero intero pari.
- La lunghezza di ogni vettore diverso da zero in Λ24 è almeno 2.

L'ultima condizione è equivalente alla condizione che le sfere unitarie centrate nei punti di Λ24 non si sovrappongano. Ciascuna di esse è tangente alle 196 560 vicine, e questo è noto per essere il maggior numero di sfere unitarie in 24 dimensioni non sovrapposte che possono toccare simultaneamente una singola sfera unitaria. Questa disposizione di 196 560 sfere unitarie centrate su un'altra sfera unitaria è così efficiente che non c'è spazio per muovere nessuna delle sfere; questa configurazione, insieme alla sua immagine speculare, è l'unica disposizione a 24 dimensioni in cui 196 560 sfere unitarie ne toccano simultaneamente un'altra. Questa proprietà è vera anche nelle dimensioni 1, 2 e 8 con 2, 6 e 240 unità, basate rispettivamente sul reticolo intero, sulla piastrellatura esagonale e sul reticolo E8.
Non ha apparato radicale e infatti è il primo reticolo unimodulare senza radici (vettori di norma inferiore a 4), e quindi ha una densità centrale pari a 1. Moltiplicando questo valore per il volume di una sfera unitaria in 24 dimensioni, {\displaystyle {\tfrac {\pi ^{12}}{12!}}}, si può derivare la sua densità assoluta.
Nel 1983 Conway ha dimostrato che il reticolo di Leech è isometrico all'insieme delle radici semplici (o diagramma di Dynkin) del gruppo di riflessione del reticolo unimodulare II25,1 lorentziano a 26 dimensioni. In confronto, i diagrammi di Dynkin di II9,1 e II17,1 sono finiti.